# Zedequias Manganhela
Zedequias Manganhela (Magugo, Matutuine, 25 de Outubro de 1912 — Maputo, 13 de dezembro de 1972) foi um pastor presbiteriano que se destacou na instrução e sobretudo na sensibilização dos seus compatriotas contra as injustiças do colonialismo.

## Cronologia
- 1912 - Nascimento de Zedequias Manganhela, na povoação de Magugo (Matutuine), a 25 de Outubro.
- 1926 - Zedequias Manganhela ingressa na Missão Suíça de Matutuine (Checha), onde se converte ao cristianismo e faz os seus primeiros estudos com o Professor Ezequiel Mulambo. Nesta Missão, Manganhela trabalhou como empregado doméstico da família Duvoisin, os quais se tornaram mais tarde seus tutores e amigos.
- 1931/33 - Estudante do ensino primário em Ricatla , depois de uma breve passagem por Lourenço Marques. Perde a mãe em 1932.
- 1933/34 - Evangelista em vários igrejas anexas à estação da Missão Suíça de Matutuine, entre as quais: Fotxholo, Masuhane, Madlhadlhane, Txhalaza e Ntembeni.
- 1934/37 - Frequenta a escola de formação de professores indígenas de Alvor.
- 1938/40 - Professor primário do ensino destinado à população indígena em Nsime (Catembe), Missão Suíça.
- 1940 - Casa com Leonor Hunguana, a 14 de Dezembro.
- 1941/44 - Professor da Missão Suíça em Muguejo, Manhiça.
- 1945/47 - Frequenta a Escola Pastoral de Ricatla - Marracuene.
- 1948 - Trabalha como estagiário em Matutuine; consagrado Pastor em 22 de Agosto, juntamente com Bernardo Manganhela, seu irmão, Casimiro Pedro Matié, João Machava e Ernesto Zitha. Ano de declaração do lumuko.
- 1948/58 - Pastor em Nsime, Catembe.
- 1958 - É transferido para a paróquia de Chamanculo, em Lourenço Marques.
- 1959/60 - Frequenta o Seminário Teológico de Carcavelos; Delegado da igreja presbiteriana em representação dos Vuronga e Vustonga, na Assembleia Geral da Aliança Reformada Mundial, em São Paulo (Brasil), de 27 de Julho a 6 de Agosto; primeira viagem à Suíça, de 18 de Setembro a 15 de Janeiro de 1960.

- 1961 - Por ocasião de uma visita de Eduardo Mondlane a Moçambique, este encontra-se com Manganhela e faz uma pregação para os crentes da IPM na paróquia de Manganhela, em Chamanculo.
- 1963 - Eleito presidente do Conselho Sinodal da Igreja Presbiteriana de Moçambique, tendo Casimiro Matié assumido a vice-presidência.

- 1966 - Segunda visita à Suíça, de 27 de Maio a 13 de Outubro. Encontra-se com Eduardo Mondlane em Basin, a 17 de Julho do mesmo ano.
- 1968 Reconduzido ao lugar de presidente do conselho do sínodo.
- 1970 - Terceira visita à Suíça, de 10 de Março a 15 de Maio. Assinatura da Convenção entre o DM e a IPM para a independência da igreja moçambicana.

- 1972 - Sínodo de Antioca; visita ao centro e norte do país acompanhado por Andrié; prisão de Zedequias Manganhela (13 de Junho) e de outros membros da IPM, ao abrigo da "Operação Vendaval" (Junho); visita de uma delegação do DM a Moçambique, composta por de Rham e Georges Andrié, para esclarecimento das prisões de membros da IPM; celebrada missa na cadeia da Machava com os prisioneiros da IPM, a 08 de Setembro, com a participação dos representantes do DM e do bispo Pina Cabral, na presença do inspector Lontrão; morte de Zedequias Manganhela (11 de Dezembro); a 12 de Dezembro, o DM toma conhecimento da morte de Manganhela; 13 de Dezembro, funeral de Manganhela; bispo Pina Cabral intercede junto a Marcello Caetano para esclarecimento das razões das prisões de membros da IPM (carta de 15 de Dezembro); informação oficial sobre a morte de Manganhela aos órgãos de comunicação social a 17 de Dezembro; nomeada comissão de inquérito, chefiada por Valadas Preto, para averiguar as causas da morte do Pastor Manganhela; 24 de Dezembro, os Pastores Vonnez e Funzamo celebram a Santa Ceia na cadeia da Machava para os prisioneiros da IPM; a 28 de Dezembro, são libertos da cadeia da Machava, depois de uma reclusão de cerca de seis meses, 37 presos membros da IPM.[2]